# Чумак Василь Олегович
Васи́ль Оле́гович Чума́к — солдат Збройних Сил України, учасник російсько-української війни, що загинув у ході російського вторгнення в Україну в 2022 році.

## Життєпис
Василь Чумак народився 9 червня 2002 року в селі Кошечки, а проживав у селі Поліське Овруцького району (з 2020 року — Овруцької міської територіальної громади) Коростенського району на Житомирщині. З початком повномасштабної російської агресії мобілізований та перебував на передовій. Ніс військову службу в складі 30-тої окремої механізованої бригади імені князя Костянтина Острозького (30 ОМБр, в/ч А0409). Обіймав військову посаду навідника. Загинув 17 квітня 2022 року внаслідок вибухово-осколкової травми в місті Бахмуті Донецької області.

## Родина
У загиблого залишилася мама.

## Нагороди
- Орден «За мужність» III ступеня (2022, посмертно) — за особисту мужність і самовіддані дії, виявлені у захисті державного суверенітету та територіальної цілісності України, вірність військовій присязі[4].

## Ушанування пам'яті
15 лютого 2023 року На фасаді Піщаницької гімназії Овруцької міської ради відкрито пам'ятну дошку випускникові закладу. Крім дошки Василю Чумаку, розміщено також дошку загиблому Анатолієві Коробчуку.